# Oxana Pawlowna Udmurtowa
Oxana Pawlowna Udmurtowa (russisch Оксана Павловна Удмуртова, engl. Transkription Oksana Udmurtova; * 1. Februar 1982 in Grachowo, Udmurtien) ist eine russische Weit- und Dreispringerin.
2005 wurde sie im Weitsprung Fünfte bei den Leichtathletik-Weltmeisterschaften in Helsinki.
Im Jahr darauf wurde sie in derselben Disziplin nationale Meisterin in der Halle und im Freien, Sechste bei den Hallenweltmeisterschaften 2006 in Moskau und gewann bei den Europameisterschaften in Göteborg die Bronzemedaille.
2007 wurde sie bei den Halleneuropameisterschaften in Birmingham Vierte im Dreisprung, 2008 bei den Olympischen Spielen in Peking Sechste im Weitsprung.

## Persönliche Bestleistungen
- Weitsprung: 7,02 m, 12. Mai 2006, Doha
  - Halle: 6,89 m, 17. Februar 2006, Moskau
- Dreisprung: 14,85 m, 31. August 2008, Padua
  - Halle: 14,94 m, 20. Februar 2008, Tartu